# Хар Ус
Хар Ус Нуур (на монголски: Хар Ур нуур) е сладководно отточно езеро в Западна Монголия, 3-тото по големина в страната. Площта му е 1486 km², обемът – 3,12 km², средната дълбочина – 2,1 m, максималната – 4,5 m.
Езерото Хар Ус Нуур е разположено в западната част на Монголия, в югозападната част на Котловината на Големите езера. Лежи в плоско пустинно понижение на 1157 m н.в. с дължина от север на юг 72,2 km и ширина до 36,5 km. Бреговете му са пустинни, предимно ниски, на запад заблатени. В него от запад чрез малка делта се влива река Ховд, а от североизточния му ъгъл се оттича късата река Чоно Харайхин гол, вливаща се в езерото Хар. Площта на водосборния му басейн е 74 500 km². В средата му се намира големият остров Акбаши (с площ 274 km²), който го разделя на два водоема, като източният носи названието Хойт Далай. През зимата замръзва. Богато е на риба. По бреговете му гнездят множество водоплаващи птици и е аклиматизирана ондатра.